# Битва при Иверинге
Битва при Иверинге — сражение, произошедшее между войсками Королевства Англия и Шотландского королевства 22 июля 1415 года близ деревни Иверинг в английском графстве Нортамберленд.

## Место сражения
Сражение состоялось на территории самого северного современного церемониального графства Нортамберленд в регионе Северо-Восточная Англия.

## Итог сражения
Несмотря на численный перевес в сторону шотландцев в 10 раз, англичане победили в битве. Предположительно, английское войско состояло преимущественно из лучников.